# Schönthal (Bawaria)
Schönthal – miejscowość i gmina w Niemczech, w kraju związkowym Bawaria, w rejencji Górny Palatynat, w regionie Ratyzbona, w powiecie Cham. Leży w Lesie Bawarskim, około 15 km na północny zachód od Cham, nad rzeką Schwarzach, przy drodze B22.

## Dzielnice
W skład gminy wchodzą następujące dzielnice: Döfering, Hiltersried, Loitendorf, Trosendorf, Rhan, Premeischl, Schönthal, Thurau, Öd, Flischbach, Steegen.

## Demografia
| Rok  | Liczba mieszk. |
| ---- | -------------- |
| 1970 | 1 900          |
| 1987 | 1 894          |
| 2000 | 1 990          |

## Oświata
(na 1999)

W gminie znajduje się 73 miejsc przedszkolnych (77 dzieci) oraz szkoła podstawowa (6 nauczycieli, 136 uczniów).